# Panno casentino
Il panno casentino è un tradizionale tessuto di lana tipico del Casentino. 
Il tessuto viene follato (infeltrito) per renderlo impermeabile e garzato per ottenere un lato peloso.
Il "panno grosso", ricavato dalla tosatura delle pecore della valle, era apprezzato per l'alta resistenza all'usura e alle intemperie ed era adatto alle necessità di chi doveva vivere in viaggio o trascorrere fuori, all'aperto, buona parte della giornata. Sembra inoltre che il suo aspetto esteriore, con il pelo irregolare ed una rifinitura sommaria, fosse stato dettato dai governanti toscani. Il ricciolo, che contraddistingue gli abiti in panno casentino, costituisce un funzionale doppio strato, antifreddo e antipioggia, e veniva inizialmente ottenuto con un finissaggio particolare, con la garzatura, che estraeva il pelo, e in seguito con la rattinatura. Sfregando la lana con pietra si otteneva il ricciolo, mentre oggi per produrlo sono usati macchinari (rattinatrice). Le proprietà del tessuto garantiscono anche il perfetto isolamento termico, oltre alla traspirazione dei vapori propri del corpo umano.

## Storia
La tradizione della lavorazione della lana nel Casentino è testimoniata sin dalle epoche etrusca e romana.
Gli abitanti del castello di Palagio Fiorentino (Stia) pagavano già nel Trecento le tasse ai fiorentini con panni di lana orbace, tessuta per i padri del vicino Eremo di Camaldoli, e lana del Casentino. Dal secolo successivo con la stessa lana furono rivestiti anche i frati della Verna ed i primi abiti realizzati non a caso erano piuttosto simili, per forma e per colori ("fratino", "bigio" e "topo"), al saio dei francescani.
Nella seconda metà dell'Ottocento il lanificio di Stia, sfruttando la proverbiale resistenza all'usura del panno casentino, produsse e commercializzò a Firenze, a partire dal 1890, delle "mantelline per cavalcature", destinate alla copertura degli animali da traino. L'allume di Rocca usato come mordenzante unito, per inesperienza, a dei coloranti chimici non proprio azzeccati, dette luogo ad un panno resistentissimo dal colore singolare rosso aranciato. Di lì a poco i barrocciai si cucirono i propri abiti, riciclando le mantelline dei loro animali. Il caratteristico colore piacque molto alle signore di Firenze tanto che il lanificio di Stia, per soddisfare le nuove esigenze di mercato, affiancò il nuovo colore rosso aranciato al verde tradizionale. Apprezzato da personaggi illustri come il barone Bettino Ricasoli, Giuseppe Verdi e Giacomo Puccini, l'abito in panno casentino veniva confezionato a doppio petto, con martingala e collo di volpe, simbolo di eleganza e raffinatezza, perfetto per andare a caccia o montare a cavallo.
Tra la fine dell'Ottocento e l'inizio del Novecento la tradizione tessile casentinese si sviluppa a livello industriale, con i lanifici di Stia e di Soci (Bibbiena): l'economia dei due paesi si è legata da allora in maniera indissolubile all'attività laniera. Nel 1878 Stia contava circa 500 operai, Soci 309 nel 1909.

## Oggi
Il panno casentino, prodotto nei colori arancio e verde, è utilizzato per la moda da grandi stilisti come Roberto Cavalli, Pierre Cardin e Gianfranco Ferré, viene esportato in Europa, Giappone e Stati Uniti.
Il paese di Soci, per rafforzare la visibilità dell'artigianato tessile locale, organizza ad intervalli regolari la manifestazione "La Valle dei Tessuti", vetrina originale, apprezzata dai giovani stilisti italiani, che propone un interessante alternarsi di sfilate e mostre. Durante la manifestazione è bandito un concorso nazionale per studenti di moda-costume-design e stilisti.